# Сельское поселение «Посёлок Шумный» (Хабаровский край)
Се́льское поселе́ние «Посёлок Шумный» — муниципальное образование в Вяземском районе Хабаровского края Российской Федерации.
Административный центр — посёлок Шумный.

## История
Статус и границы сельского поселения установлены Законом Хабаровского края от 28 июля 2004 года № 208 «О наделении посёлковых, сельских муниципальных образований статусом городского, сельского поселения и об установлении их границ».

## Население
| 2010 | 2011 | 2012 | 2013 | 2014 | 2015 | 2016 |
| ---- | ---- | ---- | ---- | ---- | ---- | ---- |
| 339  | →339 | ↘318 | ↘315 | ↘301 | ↘296 | ↘285 |
| 2017 | 2018 | 2019 | 2020 | 2021 |      |      |
| ↘282 | ↘280 | ↘268 | ↘263 | ↘249 |      |      |

## Состав сельского поселения
| № | Населённый пункт | Тип населённого пункта          | Население |
| - | ---------------- | ------------------------------- | --------- |
| 1 | Шумный           | посёлок, административный центр | ↘249      |